# Protapirus
Protapirus (que significa ''antes da anta'') é um género extinto de anta que viveu na América do Norte e na Eurasia, durante o Oligoceno ao Mioceno, a 33,9–20,6 milhões de anos atrás. É considerado a anta ou o parente próximo das antas mais antigo.

## Distribuição
A espécie mais antiga é a norte-americana P. simplex da Formação White River. Uma espécie norte-americana posterior é P. obliquidens. Da América do Norte, o gênero se espalhou para a Eurásia durante o Oligoceno, com cinco espécies conhecidas do Oligoceno e Mioceno da Europa e uma única espécie (P. gromovae) do Cazaquistão.

## Descrição

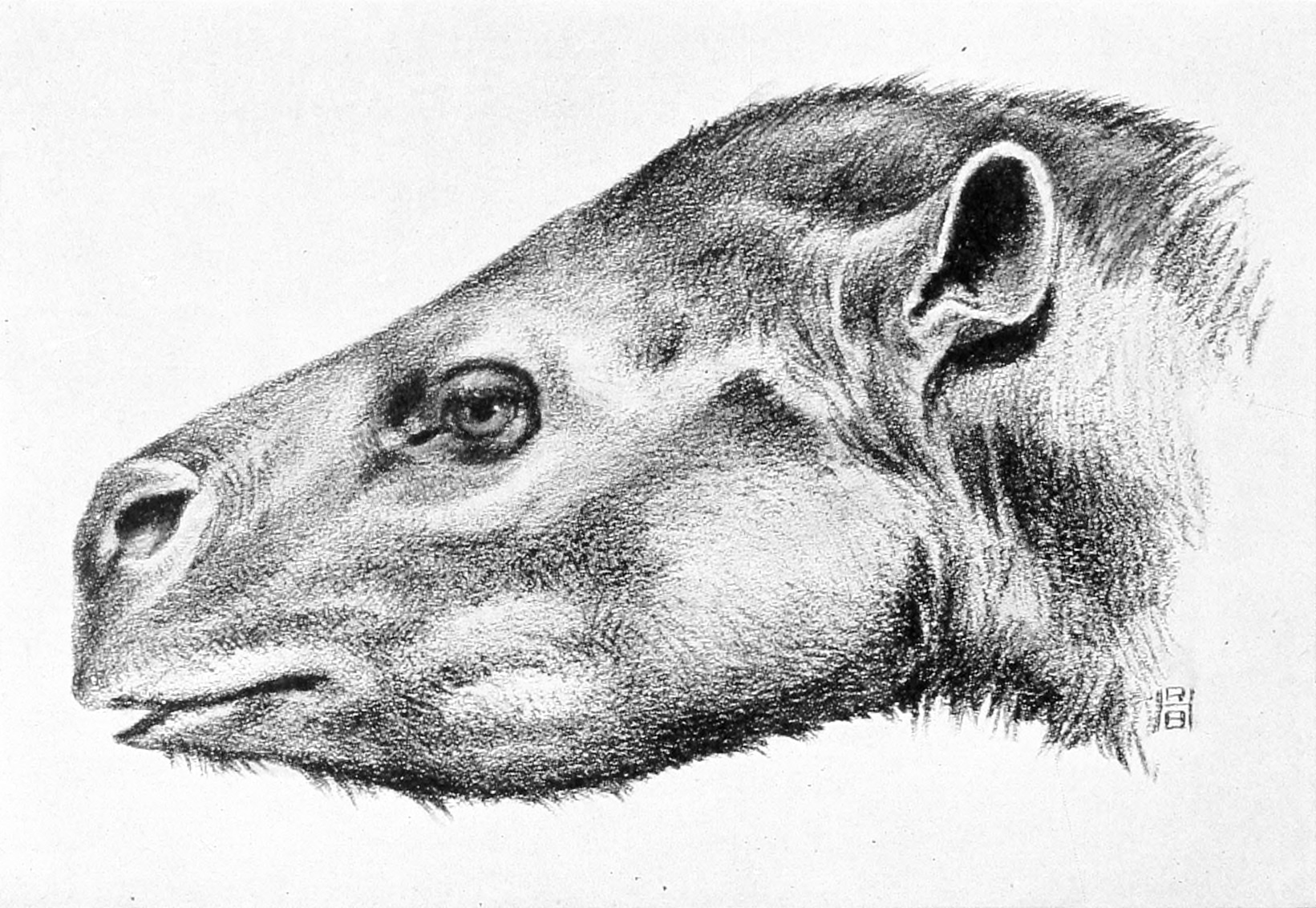
Representação de 1913 de P. Simplex, sem tromba.

O género era semelhante as antas modernas, como o tamanho, porém, tinham características primitivas. Em comparação com os tapiroides mais primitivos, o Protapirus tinha uma região nasal retraída, o que pode indicar a presença de uma tromba. No entanto, as nasais não eram tão encurtadas quanto nas antas modernas, então a probóscide provavelmente seria menos proeminente.